# Oblast Magadan
Koordinaten: 63° 0′ N, 154° 0′ O

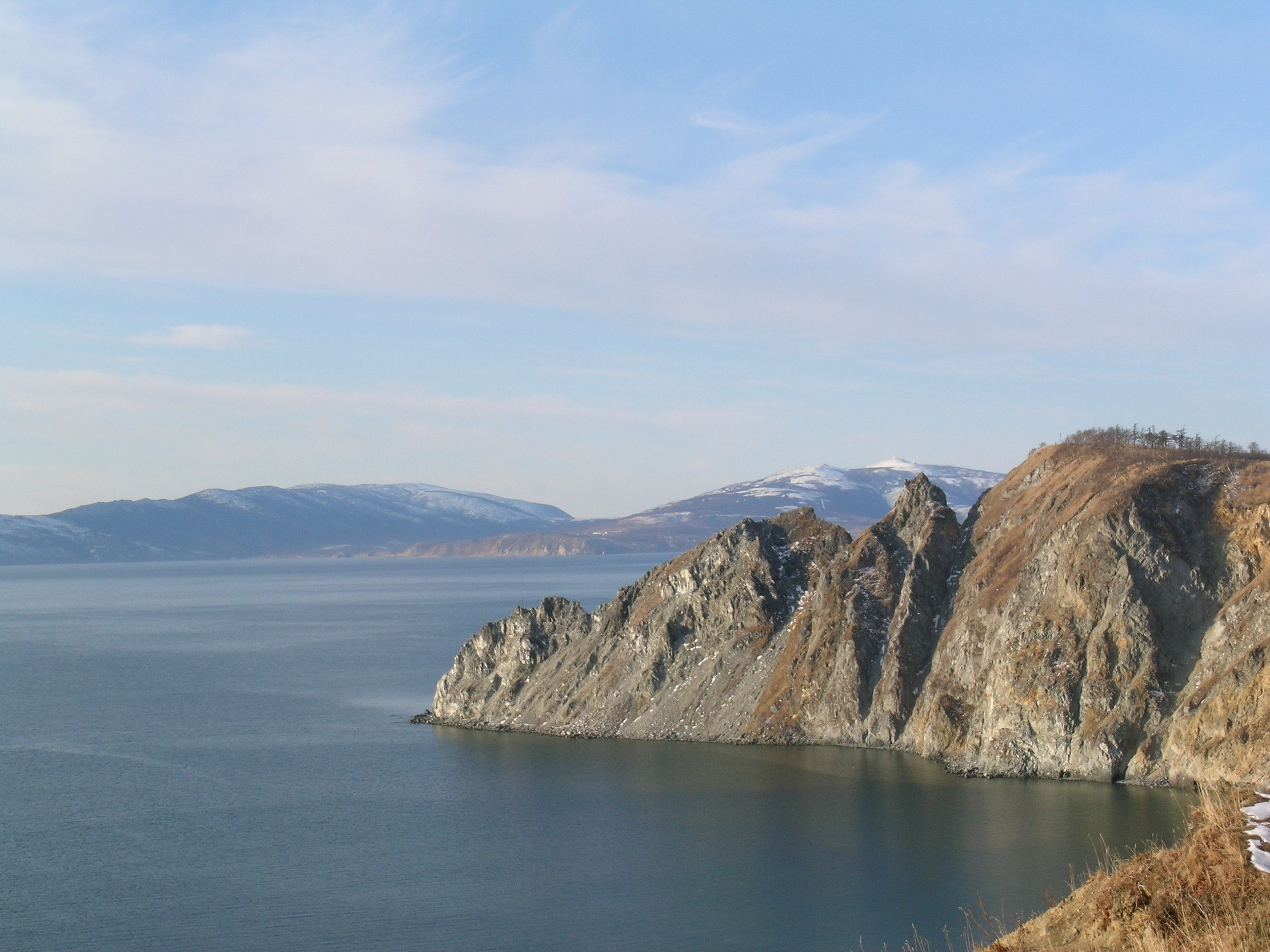
Die Nagajew-Bucht des Ochotskischen Meeres bei Magadan

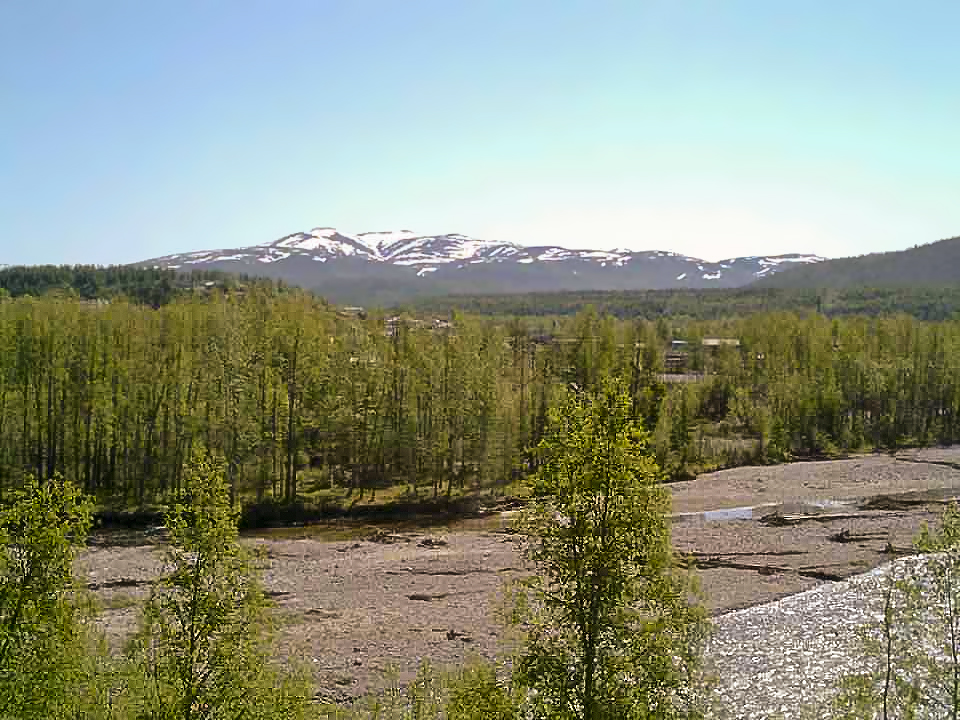
Tal des Flusses Chassyn nördlich Magadan

Die Oblast Magadan (russisch Магаданская область/ Magadanskaja oblast) ist eine Verwaltungsregion (Oblast) in Russland.
Die Oblast liegt im Fernen Osten Russlands am Ochotskischen Meer. Sie umfasst einen Teil des Ostsibirischen Berglandes, insbesondere das Kolymagebirge. Etwa die Hälfte entwässert zum Ochotskischen Meer, die andere Hälfte gehört zum Einzugsgebiet der Kolyma. Die Oblast ist äußerst dünn besiedelt, noch dazu wohnt mehr als die Hälfte der Bevölkerung in der Hauptstadt Magadan. Die Fläche ist mit 462.464 km² wenig größer als jene Schwedens. Die Lage reicht von der geografischen Breite Stockholms bis knapp südlich des Polarkreises.

## Geschichte
Die Oblast Magadan wurde am 3. Dezember 1953 aus sechs an der Kolyma gelegenen Rajons der Region Chabarowsk sowie dem ebenfalls der Region Chabarowsk unterstellten Nationalen Kreis der Tschuktschen gebildet. Dieser blieb innerhalb der Oblast Magadan bestehen, ab 1977 als Autonomer Kreis der Tschuktschen, und wurde am 17. Juni 1992 aus der Oblast ausgegliedert und direkt der Russischen Föderation unterstellt.
Am 4. Juli 1997 wurde zwischen der Oblast Magadan und der Russischen Föderation ein Abkommen zur Aufteilung der Kompetenzen geschlossen. Zum 30. Januar 2002 wurde dieses aufgehoben.

## Bevölkerung
Die russische Besiedlung des Gebietes begann im 17. Jahrhundert. Zu Sowjetzeiten war die Region als Standort zahlreicher Gulags berüchtigt. Die Stadt Magadan wurde erst 1939 als Transitstadt für die Verschickung der Zwangsarbeiter in die Bergbaugebiete gegründet. Bei den letzten Volkszählungen in den Jahren 2002 und 2010 gab es eine Bevölkerungszahl von 182.726 respektive 156.996 Bewohnern. Somit sank die Einwohnerzahl in diesen acht Jahren um 25.730 Personen (−14,08 %). In Städten wohnten 2010 149.811 Menschen. Dies entspricht 95,42 % der Bevölkerung (in Russland 73 %). Bis zum 1. Januar 2014 sank die Einwohnerschaft weiter auf 150.312 Menschen.
Das Gebiet ist abgelegen und äußerst dünn besiedelt. Infolge des Rückgangs des Abbaus von Rohstoffen hat es seit 1989 fast 60 % (1989–2010: −59,92 %) seiner Einwohner, vor allem Russen, durch Abwanderung nach Zentralrussland eingebüßt. Auch die früher stark vertretenen Zuwanderergruppen der Ukrainer, Weißrussen und Tataren sind in Scharen weggezogen.

### Bevölkerungsentwicklung
Das Gebiet war bis in die Stalinzeit kaum besiedelt. So zählte man in der ersten Volkszählung der Sowjetunion 1926 nur rund 7.000 Menschen. Die Bevölkerung wuchs durch die Deportationen von Zwangsarbeitern stark an. Die Volkszählung 1939 ergab bereits 149.712 Bewohner (27.313 in der Stadt Magadan, 21.887 im Rajon Ola, 1.793 im Rajon Sewero-Ewenkien und 98.719 im Rajon Srednekan). Am 3. Dezember 1953 wurden diese Gebiete vom Krai Chabarowsk getrennt und die bis heute bestehende Oblast Magadan gebildet.
| Jahr      | 1926  | 1939    | 1959    | 1970    | 1979    | 1989    | 2002    | 2010    | 2014    |
| --------- | ----- | ------- | ------- | ------- | ------- | ------- | ------- | ------- | ------- |
| Einwohner | 7,000 | 149.712 | 188.889 | 251.297 | 336.951 | 391.687 | 182.726 | 156.996 | 150.312 |

Anmerkung: 1926 und 1939 gehörte das spätere Gebiet der 1953 gegründeten Oblast zum Bestand der Region Chabarowsk. Die Bevölkerungszahlen sind ohne die Bewohner des Nationalkreises, ab 1980 Autonomen Kreises der Tschuktschen, der bis 1992 zur Oblast gehörte.

### Stadt- und Landbevölkerung
Seit dem Zerfall der Sowjetunion findet nicht nur eine Abwanderung in andere Regionen Russlands statt. Es kam seit 1990 zu einer massiven Landflucht. Ganze Dörfer verloren einen Großteil ihrer Einwohner. Auch die Stadtbevölkerung sank seit 1989. Dennoch ist der Anteil der städtischen Bewohner stetig gewachsen.
|           | Volkszählung 1989 | Volkszählung 1989 | Volkszählung 2002 | Volkszählung 2002 | Volkszählung 2010 | Volkszählung 2010 |
| Anzahl    | Anteil            | Anzahl            | Anteil            | Anzahl            | Anteil            |                   |
| --------- | ----------------- | ----------------- | ----------------- | ----------------- | ----------------- | ----------------- |
| Stadt     | 328.293           | 83,82 %           | 168.725           | 92,34 %           | 149.811           | 95,42 %           |
| Land      | 63.394            | 16,18 %           | 14.001            | 7,66 %            | 7.185             | 4,58 %            |
| Einwohner | 391.687           | 100 %             | 182.726           | 100 %             | 156.996           | 100 %             |

### Volksgruppen
Die indigenen Völker stellten bis in die Anfangsjahre der Sowjetunion fast die gesamte Bevölkerung des Gebietes, obwohl es zu dieser Zeit bereits seit über 200 Jahren zum Russischen Reich gehört hatte. Nach den Deportationen in die Zwangsarbeits- und Straflager unter Stalin und der Entdeckung von zahlreichen abbaubaren Rohstoffen änderte sich dies. Die indigenen Ethnien sind heute, wie in den meisten Gebieten Sibiriens und des Fernen Ostens, eine kleine Minderheit. Sie zählen konstant knapp 6000 Personen (2002: 5994, 2010: 5854) und stellen rund 4 % der Einwohnerschaft. Die Bevölkerung des Gebiets besteht trotz Abwanderung immer noch mehrheitlich aus Russen.
Die Verteilung der verschiedenen Volksgruppen sah folgendermaßen aus:
| Nationalität    | VZ 1989 | Prozent | VZ 2002 | Prozent | VZ 2010 | Prozent |
| --------------- | ------- | ------- | ------- | ------- | ------- | ------- |
| Russen          | 294.500 | 75,19   | 146.511 | 80,18   | 127.936 | 81,49   |
| Ukrainer        | 58.172  | 14,85   | 18.068  | 9,89    | 9.857   | 6,28    |
| Ewenen          | 2.433   | 0,62    | 2.527   | 1,38    | 2.635   | 1,68    |
| Tataren         | 5.752   | 1,47    | 2.006   | 1,10    | 1.415   | 0,90    |
| Weißrussen      | 7.381   | 1,88    | 2.169   | 1,19    | 1.121   | 0,71    |
| Korjaken        | 918     | 0,23    | 888     | 0,49    | 900     | 0,57    |
| Inguschen       | 717     | 0,18    | 808     | 0,44    | 743     | 0,47    |
| Itelmenen       | 492     | 0,13    | 643     | 0,35    | 613     | 0,39    |
| Aserbaidschaner | 946     | 0,24    | 563     | 0,31    | 572     | 0,36    |
| Usbeken         | 582     | 0,15    | 201     | 0,11    | 523     | 0,33    |
| Einwohner       | 391.687 | 100,00  | 182.726 | 100,00  | 156.996 | 100,00  |

Anmerkung: die Anteile beziehen sich auf Gesamtzahl der Einwohner, also mitsamt dem Personenkreis, der keine Angaben zu seiner ethnischen Zugehörigkeit gemacht hat (2002 606 respektive 2010 4930 Personen)

### Indigene Völker
Als indigene Völker gelten alle Volksgruppen, die vor der Eroberung des Gebiets durch die Kosaken bereits dort lebten. Die Burjaten als ursprüngliche Bewohner eines anderen Teils des asiatischen Russlands und die Kamtschadalen (russisch-itelmenische Mischbevölkerung mit russischer Muttersprache, vorwiegend auf Kamtschatka) werden auch dazu gezählt.
Indigene asiatische Ethnien
| Ethnien       | 1989   | 1989   | 2002  | 2002   | 2010  | 2010   |
| ------------- | ------ | ------ | ----- | ------ | ----- | ------ |
| Ewenen        | 2.433  | 0,62 % | 2.527 | 1,39 % | 2.635 | 1,73 % |
| Korjaken      | 918    | 0,23 % | 888   | 0,49 % | 900   | 0,59 % |
| Itelmenen     | 492    | 0,13 % | 643   | 0,35 % | 613   | 0,40 % |
| Burjaten      | 1.345  | 0,34 % | 466   | 0,26 % | 412   | 0,27 % |
| Jakuten       | 643    | 0,16 % | 469   | 0,26 % | 407   | 0,27 % |
| Tschuktschen  | 649    | 0,17 % | 248   | 0,14 % | 285   | 0,19 % |
| Kamtschadalen | k.Ang. | ? %    | 314   | 0,17 % | 280   | 0,18 % |
| Orotschen     | 36     | 0,01 % | 126   | 0,07 % | 76    | 0,05 % |
| Jukagiren     | 68     | 0,02 % | 79    | 0,04 % | 71    | 0,05 % |

Anmerkung: Die Kamtschadalen wurden 1989 nicht als eigene Ethnie gezählt. Wegen ihrer russisch-itelmenischen Herkunft gaben sie sich damals wohl als Russen oder Itelmenen aus

## Wirtschaft
Der wichtigste Wirtschaftszweig ist der Bergbau. In der Oblast Magadan betrug im Jahre 2002 die geförderte Goldmenge 33,5 Tonnen, wobei 2006 die Vorkommen insgesamt auf rund 4.000 Tonnen geschätzt wurde. Ebenfalls gefördert werden Silber und Zinn. Auch von Bedeutung sind Fischerei und Energiegewinnung.

## Verwaltungsgliederung
Die Oblast Magadan gliedert sich in acht Rajons und einen Stadtkreis. Den Rajons sind insgesamt 24 Stadt- und 15 Landgemeinden unterstellt (Stand: 2010).
| [ A 1 ] | Rajon/ Stadtkreis | Einwohner | Fläche (km²) | Bevölkerungs- dichte (Ew./km²) | Stadt- bevölkerung | Land- bevölkerung | Verwaltungssitz | Weitere Orte                                | Anzahl Stadt- gemeinden | Anzahl Land- gemeinden |
| ------- | ----------------- | --------- | ------------ | ------------------------------ | ------------------ | ----------------- | --------------- | ------------------------------------------- | ----------------------- | ---------------------- |
| I       | Magadan           | 106.338   | 2.950        | 36                             | 106.338            | –                 |                 | Sokol, Uptar                                | 3                       | –                      |
| 7       | Chassynski        | 7.716     | 19.200       | 0,40                           | 7.346              | 370               | Palatka         | Atka, Karamken, Stekolny, Talaja            | 5                       | –                      |
| 8       | Jagodinski        | 10.285    | 29.500       | 0,35                           | 10.155             | 130               | Jagodnoje       | Burchala, Debin, Orotukan, Sinegorje        | 5                       | –                      |
| 1       | Olski             | 10.610    | 75.900       | 0,14                           | 7.410              | 3.200             | Ola             | Arman                                       | 2                       | 7                      |
| 2       | Omsuktschanski    | 5.469     | 60.400       | 0,09                           | 5.449              | 20                | Omsuktschan     | Dukat                                       | 2                       | –                      |
| 3       | Sewero-Ewenski    | 2.573     | 102.000      | 0,03                           | 1.403              | 1.170             | Ewensk          |                                             | 1                       | 5                      |
| 4       | Srednekanski      | 3.176     | 91.800       | 0,03                           | 2.506              | 670               | Seimtschan      |                                             | 1                       | 3                      |
| 5       | Sussumanski       | 9.513     | 46.800       | 0,20                           | 9.505              | 8                 | Sussuman        | Cholodny, Kadyktschan, Mjaundscha, Schiroki | 4                       | –                      |
| 6       | Tenkinski         | 5.568     | 35.600       | 0,16                           | 4.012              | 1.556             | Ust-Omtschug    | imeni Gastello, Madaun, Omtschak            | 4                       | –                      |

Anmerkungen:
1. ↑  Nummer des Rajons/Stadtkreises (in alphabetischer Reihenfolge der Namen im Russischen)
2. ↑  Die Angaben zur Stadt- und Landbevölkerung sind nur bedingt aussagekräftig, da bei stark sinkender Bevölkerungszahl auch eine Reihe kleiner Ortschaften mit teils nur noch weniger als 1000 Einwohnern immer noch den Status von Siedlungen städtischen Typs besitzt, deren Bewohner in der russischen Statistik zur Stadtbevölkerung zählen, wie auch die nomadisch oder halbnomadisch lebenden Angehörigen der indigenen Völker, die in diesen Ortschaften gemeldet sind.
3. ↑  teils auf gemeindefreien Gebiet
4. ↑  Siedlungen städtischen Typs bzw. Stadtgemeinden
5. ↑  ländliche Siedlungen, die aber Zentren von Stadtgemeinden sind; die Einwohner werden in den Bevölkerungsdaten 2010 der Landbevölkerung zugerechnet

## Orte
In der Oblast Magadan gibt es neben dem Verwaltungszentrum Magadan nur eine weitere Stadt, Sussuman, sowie 23 Siedlungen städtischen Typs. Einige dieser Siedlungen wurden aber mittlerweile faktisch aufgegeben und existieren nur noch formal mit wenigen oder ohne Einwohner. (Stand 2023)
| Stadt*/Städt. Siedlung | Russisch   | Einwohner (1. Oktober 2021) |
| ---------------------- | ---------- | --------------------------- |
| Magadan*               | Магадан    | 90.757                      |
| Ola                    | Ола        | 5.704                       |
| Sussuman*              | Сусуман    | 4.439                       |
| Sokol                  | Сокол      | 3.892                       |
| Palatka                | Палатка    | 3.965                       |
| Jagodnoje              | Ягодное    | 2.846                       |
| Omsuktschan            | Омсукчан   | 3.493                       |
| Ust-Omtschug           | Усть-Омчуг | 2.572                       |